# Вассарский колледж
Вассарский колледж или Колледж Вассара (англ. Vassar College) — частный университет в городе Покипси, штат Нью-Йорк, США. Основанный в 1861 году Мэтью Вассаром, был первым высшим учебным заведением для женщин в Соединённых Штатах. Впоследствии, в 1969 году, стал общим для посещения. На данный момент гендерное соотношение в колледже находится на среднем национальном уровне. Исторически является одним из университетов «Семи сестёр», наиболее престижных женских колледжей в США.
Университет предлагает степень бакалавра по 51 специализации. Также в колледже существует более 170 студенческих организаций, такие как комедийные и театральные организации, цирковая труппа, музыкальные группы, спортивные команды, волонтёрские и обслуживающие группы.
Вассар-колледж занял двенадцатое место в списке лучших университетов свободных искусств в ежегодном рейтинге U.S. News & World Report в 2018 году, а процесс отбора был назван «наиболее избирательным». Отбор первокурсников в 2017 году показал процент принятия в университет 23,8 %. Всего университет посещают около 2450 человек.
Кампус университета занимает около 400 гектаров и включает около 100 зданий, из них 2 являются Национальными историческими памятниками США и 1 находится в Национальном реестре исторических мест США.

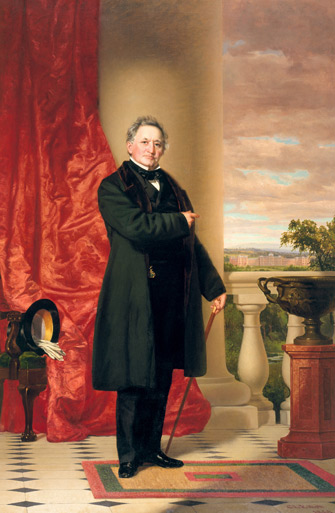
Мэтью Вассар

## История
Вассар-колледж был основан в 1861 году под именем «Вассарский женский колледж» (англ. «Vassar Female College»). Первым президентом учебного заведения был Майло П. Джуетт; он руководил персоналом из 10 профессоров и 21 преподавателя. Через год после основания основатель колледжа, Мэтью Вассар, убрал слово «Женский» (англ. «Female»), считав эту часть названия университета унизительной.
Колледж стал вторым в ассоциации колледжей «Семи сестёр», в которой состоят старейшие учебные заведения, изначально сформированные исключительно для женщин.
В 1969 году Вассар-колледж стал совместным для обучения мужчин и женщин. При этом колледж принял на обучение небольшое количество мужчин, вернувшихся с Второй мировой войны, в соответствии с законом G.I. Bill. Поскольку правила колледжа запрещали обучающихся мужчин, то зачисленные ветераны получали дипломы через университеты штата Нью-Йорк. Эти дипломы впоследствии были переизданы от имени Вассар-колледжа после того, как он стал совместным для обучения. Формальное решение о том, чтобы колледж стал принимать студентов обоих полов, было принято после того, как доверенные лица Вассар-колледжа отклонили предложение Йельского университета, исторически являвшемся братским заведением Вассар-колледжа, о слиянии в один университет.
На данный момент колледж посещает около 2450 человек, 97 % из них живёт в кампусе. 65 % студентов закончили государственные школу, в то время как 35 % закончили частные школы. В настоящий момент 58 % студентов — женщины и 42 % — мужчины, что является национальным среднем уровнем для колледжей свободных искусств. Преподавательский состав включает 336 человека, при этом практически все преподаватели имеют докторскую степень или её эквивалент. Отношение числа студентов к числу преподавателей — 8:1, средний размер класса — 17 человек.
За последние годы, темнокожие студенты составляют примерно треть поступивших в колледж. Международные студенты из более 55 стран составляют 8-10 % от всего количества студентов.
Президент Вассар-колледжа Фрэнсис Д. Фергуссон пробыла на посту 20 лет, уйдя в отставку в 2006 году. Затем на этот пост пришла Катарин Бонд Хилл, до этого занимавшая пост ректора в колледже Уильямса. Она пробыла на посту 10 лет и покинула пост в 2016 году. Хилл была заменена Элизабет Хоу Брэдли в 2017.

## Кампус

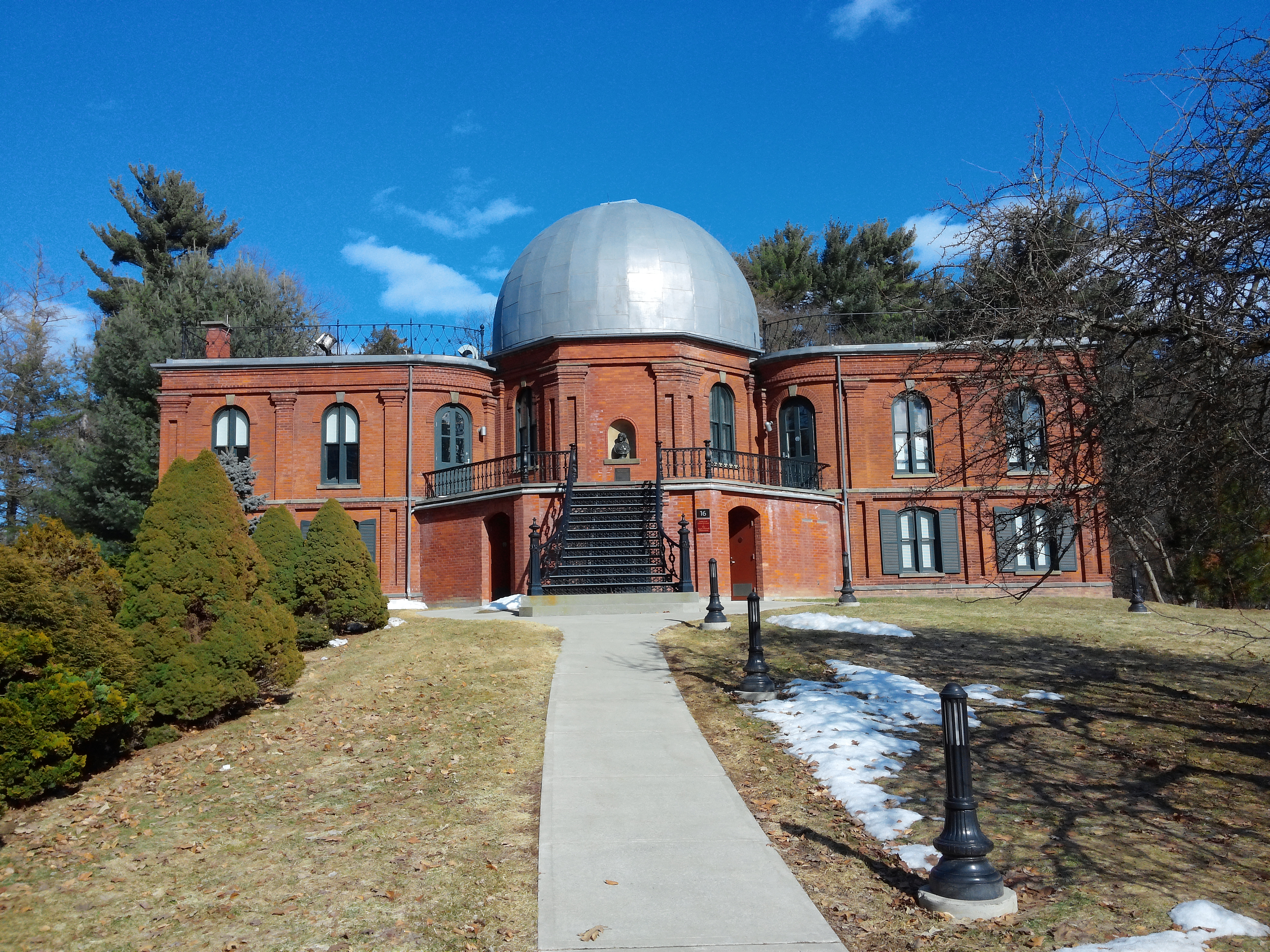
Обсерватория Вассар-колледжа, являющаяся Национальным историческом памятником США

Кампус Вассар-колледжа, а также дендрарий, имеет площадь 400 гектаров и насчитывает более 100 зданий различных архитектурных стилей.
В центре кампуса находится главное здание (англ. Main Building), являющееся одним из лучших примеров архитектуры Второй Империи в США. Здание было завершено в 1865 году американским архитектором Джеймсом Ренвиком младшим. До этого, так же в 1865 году, было построено первое здание на территории Вассар-колледжа — обсерватория.

## Специализации
Колледж предлагает степень Бакалавра гуманитарных наук в 51 специализации в качестве основной области обучения, а также более 60 специализации в качестве второстепенной области обучения.
Самыми популярными специализациями являются английский язык, политология, психология, экономика и биология.

## Рейтинги
В 2018 году американский журнал U.S. News & World Report классифицировал Вассар-колледж как «наиболее избирательный» (процент принятых абитуриентов осенью 2017 года составил 23,8 %) и поставил его на 12 позицию в рейтинге лучших колледжей свободных искусств в стране, на 1 позицию в «Лучшие колледжи для ветеранов» (англ. «Best Colleges for Veterans») и на 6 позицию в «Наибольшая отдача» (англ. «Best Value Schools»).

## Известные выпускники
- Эдна Сент-Винсент Миллей — одна из самых знаменитых поэтов США XX века, лауреат Пулитцеровской премии.
- Грейс Хоппер — американская учёная, разработала первый компилятор для компьютерного языка программирования.
- Мэри Маккарти — американская писательница и критик.
- Элизабет Бишоп — американская поэтесса.
- Вера Рубин — американский астроном, автор пионерских исследований о скорости вращения галактик.
- Линда Нохлин — американский историк искусств, ведущий специалист в изучении истории феминистического искусства.
- Мерил Стрип — американская актриса, трёхкратная обладательница премий «Оскар».
- Джейн Смайли — американская писательница, лауреат Пулитцеровской премии.
- Майкл Спектер — американский журналист.
- Джон Карлстром — американский астрофизик, профессор Чикагского университета.
- Лиза Кудроу — американская киноактриса, обладательница премии «Эмми».
- Дэвис Хоуп — американская актриса.
- Ной Баумбах — американский кинорежиссёр, сценарист и актёр, номинант на премию «Оскар».
- Джейсон Блум — американский кинопродюсер, обладательница премии «Эмми».
- Катерина Фейк — американский предприниматель, соучредитель сайтов Flickr и Hunch, один из директоров Creative Commons.
- Джозеф Кинг — американский писатель, сын Стивена Кинга.
- Мэри Уотсон Уитни — американский астроном.